# يوستاس الرابع، كونت بولوني
يوستاس الرابع (حوالي.1127-1135 - 17 أغسطس 1153)؛ كونت بولوني، هو الابن البكر لـ ملك إنجلترا ستيفن دي بلوا والكونتيسة ماتيلدا الأولى من بولوني، عندما استولى والده على العرش الإنجليزي عند وفاة هنري الأول عام 1135، أصبح وريثاً للعرش.
عقد ستيفن مجلساً في لندن في 6 أبريل 1152 لاعتراف بابنه كملك المستقبلي، ولكن أسقف كانتربري ثيوبالد من بيك والاساقفة الاخرين رفضوا بادلال على أساس أن الكوريا الرومانية اعلنت ضد ادعاء يوستاس، ولكن مع وفاة يوستاس فجأةً في العام التالي، أدى ترك الباب مفتوح أمام منافسه هنري دي أنجو ابن الإمبراطورة ماتيلدا.